# Армия Исламского Эмирата
А́рмия Исла́мского Эмира́та (пушту اسلامي امارت پوځ‎) — официальное название вооружённых сил Афганистана с 2021 года. В период первого правления талибов в 1996—2001 гг. вооружённые силы обозначались как Исламская армия Афганистана; фактически прекратили существование после свержения режима талибов в 2001 году. В 2021 году, после успешного наступления талибов на республиканские формирования, действовавшее афганское правительство пало, и талибы снова захватили власть, после чего воссоздали свои вооружённые силы.

## Сухопутные войска
Афганская армия была фактически расформирована после того, как талибы взяли Афганистан под свой контроль. Талибан содержал 400 танков Т-55 и Т-62 и более 200 бронетранспортёров. На параде в 2022 году была замечена итальянская танкетка Carro CV3/33 . Талибы также начали подготовку своей собственной армии и командиров. После свержения правительства талибов в конце 2001 года вооружённые группировки, лояльные своим полевым командирам, приобретали всё большее влияние. В середине 2001 года Али Ахмад Джалали написал:
Армия (как государственное учреждение, организованное, вооруженное и управляемое государством) сегодня в Афганистане не существует. Ни ранее возглавляемый талибами Первый Исламский Эмират Афганистан, ни Исламское государство Афганистан, возглавляемое свергнутым президентом Раббани, не обладают политической легитимностью или административной эффективностью государства. Формирования ополчения, которыми они командуют, состоят из странного набора вооружённых групп с различным уровнем лояльности, политической приверженности, профессиональных навыков и организационной целостности. Многие из них не стесняются переходить на другую сторону, менять лояльность и спонтанно вступать в группировку или покидать её. Страна страдает от отсутствия высшего политического слоя, способного контролировать индивидуальное и групповое насилие. … Хотя обе стороны отождествляют свои подразделения с воинскими формированиями старого режима, вряд ли существует какая-либо организационная или профессиональная преемственность с прошлым. Но эти единицы действительно существуют только номинально … на самом деле до сих пор существуют только их военные базы, на которых размещаются и поддерживаются различные группы ополченцев.
По состоянию на август 2021 года Армия Исламского Эмирата имеет под своим командованием по меньшей мере два элитных подразделения: батальон Бадри 313 и Красный отряд. Сама армия на сегодняшний день в значительной степени полагается на захваченную технику побеждённой Афганской национальной армии. В арсенале Армии Исламского Эмирата насчитывается около 2000 транспортных средств, включая HMMWV, M1117 Armored Security Vehicle, International MaxxPro и Oshkosh L-ATV. Что касается снаряжения пехоты, то захваченная амуниция включает в себя автоматы М4, винтовки М16, очки ночного видения, бронежилеты, средства связи и наплечные гранатомёты. Сообщается, что это огнестрельное оружие американского производства заменяет АК-47 ещё советского производства, которые носят большинство пехотинцев.

### Состав
На 2021 год в составе сухопутных войск Армии Исламского Эмирата находились:
- 201-й корпус «Халид бин Валид» (Лагман);
- 203-й корпус «Мансури» (Гардез);
- 205-й корпус «Бадр» (Кандагар);
- 207-й корпус «Фарук» (Герат);
- 209-й корпус «Фатах» (Мазари-Шариф);
- 215-й корпус «Азам» (Гильменд);
- 217-й корпус «Омари» (Кундуз);
- 313-й центральный корпус (Кабул)[13].

## Военно-воздушные силы
Военно-воздушные силы при талибах поддерживали пять сверхзвуковых МиГ-21 и 10 истребителей-бомбардировщиков Су-17. В 1995 году во время захвата российского самолёта Ил-76 в 1995 году участвовал истребитель талибов. У них также было шесть вертолётов Ми-8, пять Ми-35, пять L-39C, шесть самолетов Ан-12, 25 самолетов Ан-26, дюжина самолетов Ан-24 и Ан-32, Ил-18 и Яковлев. Их гражданская авиация состояла из двух самолётов Boeing 727A/Bs, Ту-154, пяти самолётов Ан-24 и DHC-6.
Афганские военно-воздушные силы при талибах не участвовали в гражданской войне в Афганистане, почти все самолеты были уничтожены США во время войны в Афганистане (2001—2021 годы). Большая часть парка МиГ-21 встретила свой конец на афганской свалке. Эмблема для самолётов представляла собой обтекаемый знак из зеленой краской с арабской вязью поверх него.
3 августа 1995 года самолет МиГ-21 ВВС Афганистана вынудил российский самолет приземлиться в Кандагаре. Переговоры между российским правительством и талибами по освобождению мужчин зашли в тупик на более чем год, усилия американского сенатора Хэнка Брауна по посредничеству между двумя сторонами провалились из-за обмена пленными. Талибы заявили, что освободят летчиков, если русские освободят афганцев, удерживаемых российским правительством. Однако русские отрицали, что удерживали каких-либо афганцев. Брауну удалось убедить талибов согласиться с тем, что российскому экипажу должно быть разрешено обслуживать свой самолёт. Эта просьба проложила путь для их побега.
После восстановления Исламского Эмирата Афганистан и падения Кабула в 2021 году талибы заполучили Sikorsky UH-60 Black Hawk, Ми-24 (большинство из них без двигателей) и Ми-8/Ми-17, захваченных у ВВС.

### Служба гражданской авиации
После окончания Афганской войны в 1989 году и краха правительства Наджибуллы талибы захватили Кабул в 1996 году. Афганистан столкнулся с существенными экономическими санкциями со стороны международного сообщества во время правления талибов. Санкции, наряду с контролем правительства талибов над афганской авиалинией Ariana Afghan Airlines и запретом многих международных рейсов перевозчика, оказали разрушительное влияние на экономическое состояние компании в 1990-е годы. Флот был сокращён до нескольких российских и украинских самолётов Ан-26, Як-40 и трёх самолетов Boeing 727, которые использовались на самых протяжённых внутренних маршрутах и в военно-транспортных целях. Не имея зарубежных активов, к 1999 году международные операции Ariana состояли только из рейсов в Дубай; кроме того, продолжались ограниченные грузовые рейсы в западные провинции Китая. Однако санкции, введённые резолюцией 1267 Совета Безопасности ООН, вынудили авиакомпанию приостановить зарубежные операции. В ноябре 2001 года Ариана была полностью отстранена от работы.
Американская газета Los Angeles Times сделала заявление следующего содержания:
С благословения талибов, Бен Ладен фактически захватил национальную гражданскую авиакомпанию Афганистана Ariana. В течение четырёх лет, по словам бывших американских советников и афганских чиновников в изгнании, пассажирские и чартерные рейсы Ariana перевозили исламских боевиков, оружие, наличные деньги и опиум через Объединенные Арабские Эмираты и Пакистан. Членам террористической организации Аль-Каида Бен Ладена были предоставлены фальшивые удостоверения личности Ariana, которые давали им свободный доступ в аэропорты на Ближнем Востоке.
По словам людей, опрошенных Los Angeles Times, компании Виктора Бута помогали в управлении данной авиакомпанией.

## Призыв на военную службу
Согласно показаниям заключенных Гуантанамо перед Трибуналами по пересмотру их статуса комбатантов, движение Талибан, помимо призыва мужчин на военную службу, также призывало мужчин на свою гражданскую службу. 

### Призыв детей на военную службу
Согласно докладу Оксфордского университета, талибы широко использовали призыв детей на военную службу в 1997, 1998 и 1999 годах. Во время гражданской войны, предшествовавшей режиму талибов, тысячи осиротевших мальчиков вступили в различные ополчения в поисках работы, пищи, жилья, защиты и экономических возможностей. В докладе говорится, что в течение своего первоначального периода талибы долгое время зависели от групп молодёжи. Свидетели заявили, что каждая семья, владеющая землёй, должна была предоставить одного молодого человека и 500 долларов на расходы. В августе того же года 5000 студентов в возрасте от 15 до 35 лет покинули медресе в Пакистане, чтобы присоединиться к талибам.

## Вооружение и военная техника

### Стрелковое оружие
| Название                             | Изображение          | Производитель | Тип                      | Количество         |          |
| Автоматы                             | Автоматы             | Автоматы      | Автоматы                 | Автоматы           | Автоматы |
| ------------------------------------ | -------------------- | ------------- | ------------------------ | ------------------ | -------- |
| M4                                   |                      | США           | автомат                  | Захвачены у ВС ИРА |          |
| M16                                  |                      | США           | автоматическая винтовка  | Захвачены у ВС ИРА |          |
| AK-47                                | AK-47 type II noBG   | СССР          | автомат                  | Захвачены у ВС ИРА |          |
| Zastava M70                          | Zastava M70 AB2 noBG | Югославия     | автомат                  | Захвачены у ВС ИРА |          |
| Diemaco C7                           |                      | Канада        | автомат                  | Захвачены у ВС ИРА |          |
| Снайперские винтовки                 |                      |               |                          |                    |          |
| M24                                  |                      | США           | снайперская винтовка     | Захвачены у ВС ИРА |          |
| Пулемёты                             |                      |               |                          |                    |          |
| M249 SAW                             |                      | США           | ручной пулемёт           | Захвачены у ВС ИРА |          |
| M240                                 |                      | США           | станковый пулемёт        | Захвачены у ВС ИРА |          |
| Крупнокалиберный пулемёт Владимирова |                      | СССР          | крупнокалиберный пулемёт | Захвачены у ВС ИРА |          |
| Пулемёт Калашникова                  |                      | СССР          | крупнокалиберный пулемёт | Захвачены у ВС ИРА |          |
| Гранатомёты                          |                      |               |                          |                    |          |
| M203                                 |                      | США           | подствольный гранатомёт  | Захвачены у ВС ИРА |          |
| Пистолеты                            |                      |               |                          |                    |          |
| Beretta M9                           |                      | США           | пистолет                 | Захвачены у ВС ИРА |          |

### Униформа
| Название           | Изображение   | Производитель | Тип             | Информация         |               |
| Военная форма      | Военная форма | Военная форма | Военная форма   | Военная форма      | Военная форма |
| ------------------ | ------------- | ------------- | --------------- | ------------------ | ------------- |
| FAST Helmet        |               | США           | каска           | Захвачены у ВС ИРА |               |
| Spec4ce Camouflage |               | США           | военная форма   | Захвачены у ВС ИРА |               |
| MTV                |               | США           | бронежилет      | Захвачены у ВС ИРА |               |
| Ботинки            |               | США           | военные ботинки | Захвачены у ВС ИРА |               |

### Бронетранспортёры и бронемашины
| Модель                         | Фото | Тип              | Количество | Дата | Производитель | Примечания         |
| ------------------------------ | ---- | ---------------- | ---------- | ---- | ------------- | ------------------ |
| M1117 Armored Security Vehicle |      | АВБ              | ?          |      | США           | Захвачены у ВС ИРА |
| International MaxxPro          |      | MRAP             | ?          |      | США           | Захвачены у ВС ИРА |
| M113А2                         |      | бронетранспортёр | ?          |      | США           | Захвачены у ВС ИРА |
| HMMWV                          |      | бронеавтомобиль  | ?          |      | США           | Захвачены у ВС ИРА |

### Боевые автомобили и грузовые машины
| Модель              | Фото | Тип              | Количество | Дата | Производитель | Примечания         |
| ------------------- | ---- | ---------------- | ---------- | ---- | ------------- | ------------------ |
| Ford Ranger         |      | пикап            | ?          |      | США           | Захвачены у ВС ИРА |
| Toyota Hilux        |      | пикап            | ?          |      | Япония        | Захвачены у ВС ИРА |
| Toyota Land Cruiser |      | пикап            | ?          |      | Япония        | Захвачены у ВС ИРА |
| Navistar серии 7000 |      | Военный грузовик | ?          |      | Канада        | Захвачены у ВС ИРА |
| Ford Cargo          |      | Военный грузовик | ?          |      | США           | Захвачены у ВС ИРА |
| M915                |      | Военный грузовик | ?          |      | США           | Захвачены у ВС ИРА |

### Танки
| Модель    | Фото | Тип                  | Количество | Дата | Производитель | Примечания         |
| --------- | ---- | -------------------- | ---------- | ---- | ------------- | ------------------ |
| Т-54/Т-55 |      | основной боевой танк | ?          |      | СССР          | Захвачены у ВС ИРА |
| Т-62      |      | основной боевой танк | ?          |      | СССР          | Захвачены у ВС ИРА |

### ПВО/Артиллерия
| Модель               | Фото | Тип                | Количество | Дата | Поставщик | Примечания         |
| -------------------- | ---- | ------------------ | ---------- | ---- | --------- | ------------------ |
| M69                  |      | миномёт            | ?          |      | Югославия | Захвачены у ВС ИРА |
| 52-П-354У            |      | гаубица            | ?          |      | СССР      | Захвачены у ВС ИРА |
| ЗУ-23                |      | зенитная установка | ?          |      | СССР      | Захвачены у ВС ИРА |
| 122-мм гаубица Д-30А |      | гаубица            | ?          |      | СССР      | Захвачены у ВС ИРА |

### Авиация
| Тип             | Изображение | Производство | Назначение                    | Количество | Примечания         |          |
| Самолёты        | Самолёты    | Самолёты     | Самолёты                      | Самолёты   | Самолёты           | Самолёты |
| --------------- | ----------- | ------------ | ----------------------------- | ---------- | ------------------ | -------- |
| A-29            |             | Бразилия     | лётная подготовка и нападение | ?          | Захвачены у ВС ИРА |          |
| C-130H Hercules |             | США          | транспортный самолёт          | ?          | Захвачены у ВС ИРА |          |
| Вертолёты       |             |              |                               |            |                    |          |
| Ми-17           |             | Россия       | многоцелевой вертолёт         | 2          | Захвачены у ВС ИРА |          |
| Ми-24В          |             | СССР         | транспортно-боевой вертолёт   | 1          | Захвачены у ВС ИРА |          |
| UH-60           |             | США          | многоцелевой вертолёт         | ?          | Захвачены у ВС ИРА |          |
| MD-530F         |             | США          | транспортно-боевой вертолёт   | ?          | Захвачены у ВС ИРА |          |